# 7,62 × 51 mm NATO

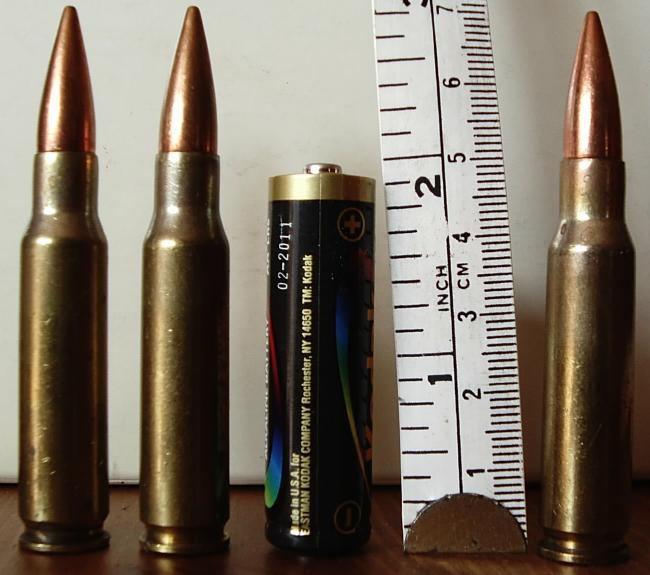
7,62 NATO: porovnání velikosti s baterií AA

7,62×51 mm NATO (oficiální nomenklatura 7,62 NATO) je puškový náboj s bezokrajovou nábojnicí lahvovitého tvaru, který byl zaveden v 50. letech 20. století jako standardní puškový náboj zemí NATO. Využívá se také mimo armádu.
Někdy je zaměňován s nábojem s podobným názvem  – s ruským 7,62 × 54 mm R, který je o něco delší a s okrajem.
7,62 × 51 mm NATO byl v amerických službách představen na konci 50. let v pušce M14 a kulometu M60. M14 byla v USA později nahrazena puškou M16 ráže 5,56 × 45 mm NATO, kterou přijala pěchota. Nicméně M14 a mnoho dalších zbraní, které používají náboj 7,62 × 51 mm NATO, zůstávají ve službě, včetně odstřelovacích pušek, středních a univerzálních kulometů jako např. M240 a různých pušek, které používají speciální jednotky. Náboj se používá kromě pěchotních zbraní také u zbraní lafetovaných na vozidlech, letadlech i lodích. 

## Rozdíl oproti.308 Winchester
Vojenský náboj 7,62×51 mm NATO je téměř identický s komerčním nábojem .308 Winchester. Specifikace tohoto náboje je pod kontrolou NATO, zatímco kontrolu jeho civilní verze má na starosti SAAMI (Sporting Arms and Ammunition Manufacturers’ Institute, Institut výrobců sportovních zbraní a střeliva). Jediný větší rozdíl je v rozměru nábojnice v určitém místě. Liší se o 0,013" (vojenská verze je větší). Použije-li se civilní náboj do vojenské zbraně, na stěnu nábojnice působí příliš velké síly, což může způsobit problémy. Sice je celkem bezpečné míchat mezi sebou obě ráže, ale když se používají správné náboje do určené hlavně, vzniká méně problémů.[ujasnit]

## Náboje odvozené od 7,62×51mm NATO
51 mm dlouhá nábojnice náboje 7,62×51 mm NATO (.308 Winchester) byla zaškrcena na různé průměry střel (7 mm, 6,5 mm, 6 mm), čímž vznikly náboje 7mm-08 Remington, .260 Remington a .243 Winchester.

## Vývoj

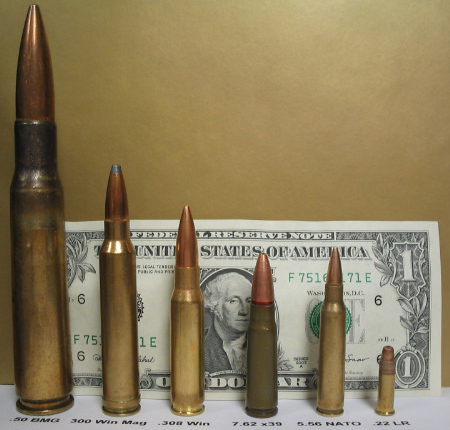
Zleva doprava: .50 BMG, 300 Win Mag, .308 Winchester (stejný vzhled jako 7,62×51 mm NATO), 7,62 Soviet, 5,56 NATO, .22LR

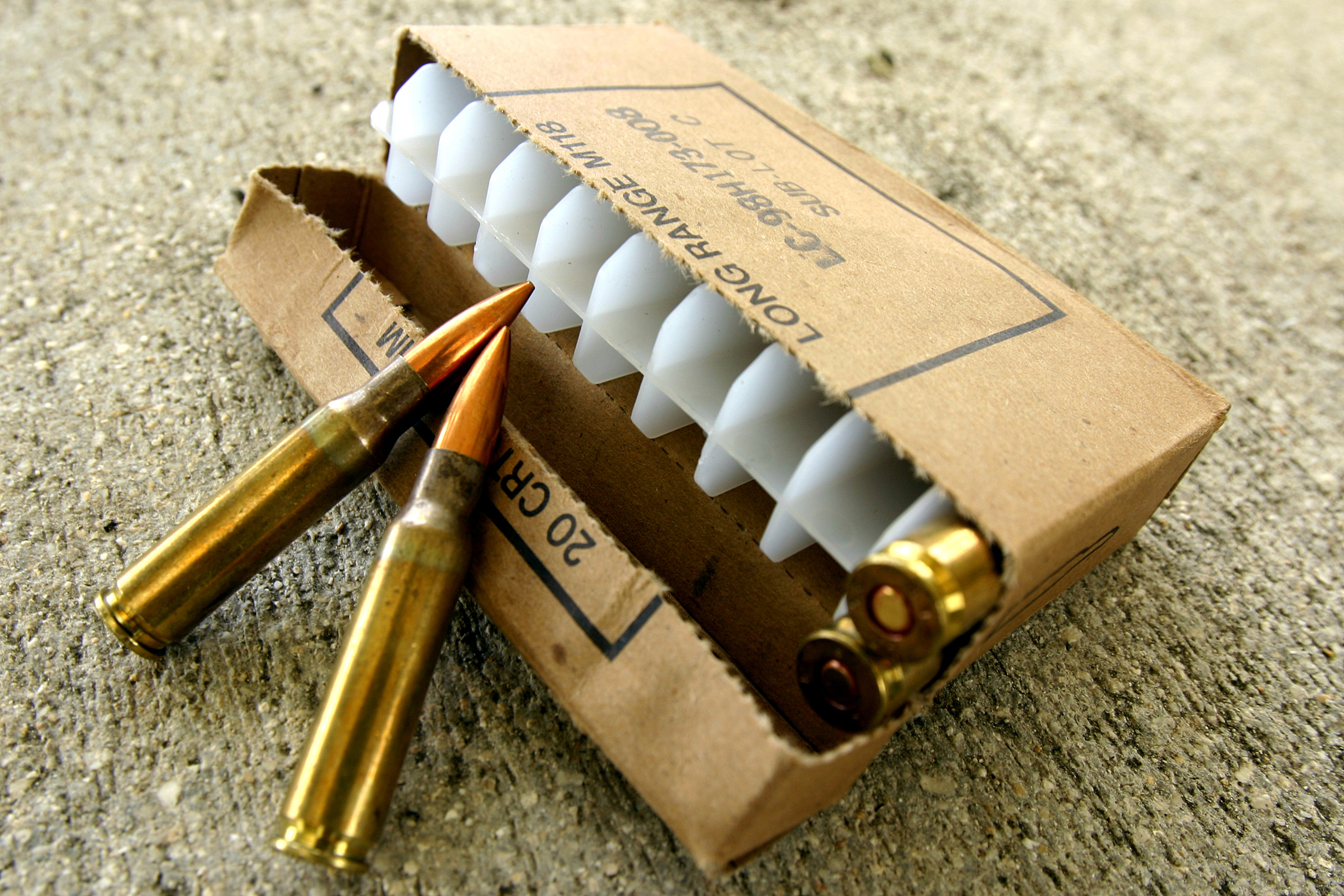
Náboje 7,62 mm M118

Práce, jejichž výsledkem byl náboj 7,62×51 mm NATO, začaly hned po druhé světové válce, kdy začalo být jasné, že dlouhý náboj .30-06 (a ten byl zase odvozen z náboje .30-03), který byl 3 roky americkým standardem, bude obtížné použít v automatických a poloautomatických zbraních. Kratší náboj by umožnil, aby celý mechanismus zbraně byl menší a docházelo k lepšímu přebíjení. Toto oboje by mělo za následek zvýšení kadence. Kdysi patřil mezi slibné náboj .276 Pedersen. Ten byl ale v roce 1930 odmítnut s armádním doporučením, že jen náboj ráže .300 (7,62) splní požadavky na něj kladené.
Takže když přišla 2. světová válka, .30-06 byl jediným nábojem, který byl k dispozici. USA ho používaly v pušce M1 Garand. Garand se natolik osvědčil, že Američané neměli příliš potřebu ho měnit. Takže byl používán i v korejské válce a až do 60. let 20. století.
Testovací program munice probíhal několik let. Testovaly se jak náboje založené na náboji .30-06, tak na náboji .300 Savage (tehdy známý jako T65). Nakonec T65 dosahoval stejného výkonu jako .30-06, kdy vystřelil projektil o hmotnosti 147 grainů rychlostí 838 m/s při o něco menší délce nábojnice a mnohem spolehlivějším nabíjení.
Když Američané zveřejnili záměr používat T65, rozzlobili tím Brity. Ti měli zkušenosti s tím, že je téměř nemožné zvládnout kontrolovanou střelbu z automatické zbraně, která se jenom zapírá do ramene, s jejich nábojem .303 British. A ten byl ještě o něco méně výkonný než T65.
T65 byl nakonec vybrán jako standardní náboj NATO v roce 1954.
Nicméně netrvalo dlouho, aby se zjistilo, že Britové měli pravdu. Zpětný ráz tohoto náboje byl tak velký, že nebylo možné automatickou střelbu dobře zvládnout. U některých zbraní se dokonce zamezovalo přepnutí do automatického módu, k některým se vyráběla těžší hlaveň, případně se dodávaly s podpěrnou dvounožkou.
Když se ve vietnamské válce začala používat puška M14 (ta používala náboj 7,62×51 mm NATO), zjistilo se, že má několik nevýhod. Délka zbraně byla nevhodná pro boj v džungli. Navíc hmotnost tohoto náboje limitovala množství nesené munice v porovnání s nábojem 7,62 × 39 mm (ten používali nepřátelé v pušce AK-47).
Boj mezi skupinami propagujícími „malou a velkou ráži“ dosáhl vrcholu začátkem 60. let, kdy jeden test za druhým ukazovaly, že „mrňavý“ náboj .223 Remington, kterým se střílelo ze zbraně AR15, umožnil skupině 8 vojáků dosáhnout lepší výsledky, než dosahovala skupina 11 vojáků vyzbrojených M14. Americké jednotky byly schopny nést více munice, což jim dalo výhodu oproti nepříteli, který byl většinou vyzbrojen zbraněmi AK-47.
Náboj 7,62×51 mm NATO ale ve výzbroji NATO zůstal. Byl totiž mnohem efektivnější na dlouhé vzdálenosti než 5,56 × 45 mm NATO a získal velkou popularitu mezi odstřelovači. Až do začátku 90. let 20. století se používal téměř ve všech kulometech ve výzbroji NATO. Také byl hodně populární u zbraní montovaných např. na vozidlech, vrtulnících a tancích.
Firma Winchester uvedla na trh civilní verzi tohoto náboje (T65) pod označením .308 Winchester, která je populární dodnes. Je oblíbený pro terčovou střelbu a na lov velké zvěře až do velikost losa.

## Vlastnosti +rozdíl oproti náboji .30-06 Springfield
Náboj 7,62×51 mm ve většině zbraní podává stejný balistický výkon jako náboj .30-06 Springfield, který sám nahradil. Nábojnice je sice kratší, ale použitá střela a množství střelného prachu jsou takřka identické. Menší objem nábojnice je dostatečný díky modernějším střelným prachům, než byly ty, které se používaly na začátku éry náboje .30-06 Springfield.

## Srovnání náboje5,56 × 45mm NATOsnábojem 7,62mm NATO

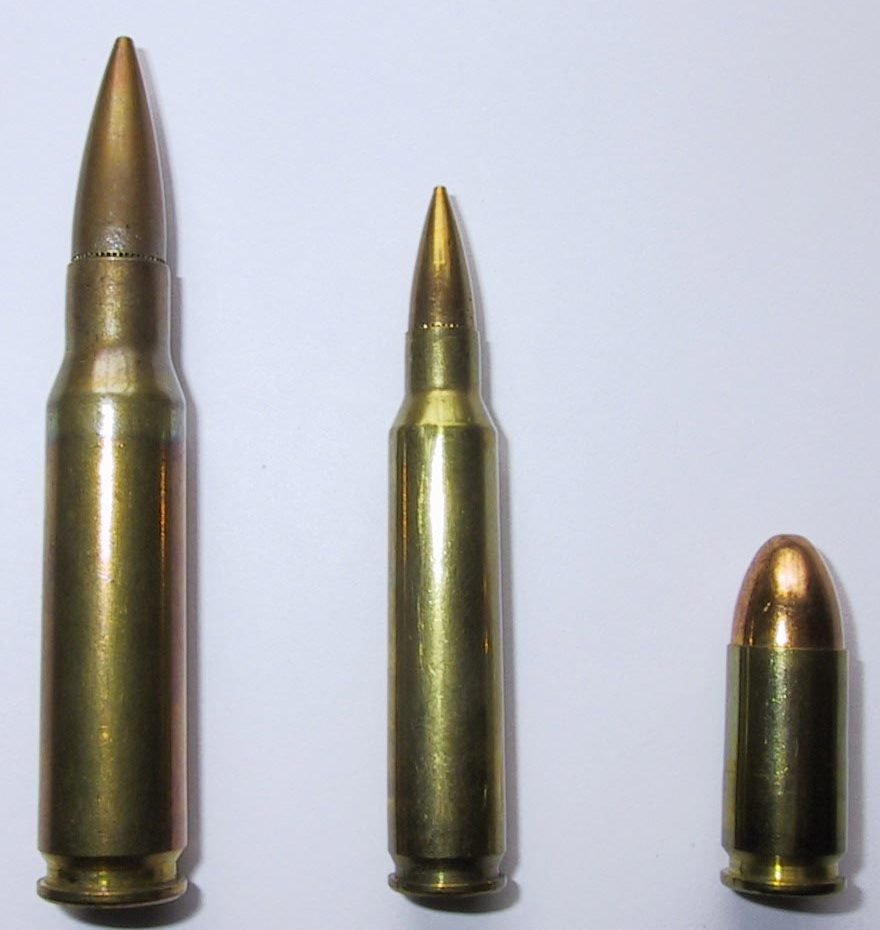
Porovnání nábojů: odleva 7,62 mm NATO, 5,56 mm NATO a 9 mm NATO

| Střela       | Velikost nábojnice | Hmotnost střely | Rychlost                         | Energie         |
| ------------ | ------------------ | --------------- | -------------------------------- | --------------- |
| 5,56 mm NATO | 5,56 × 45 mm       | 3,95–5,18 g     | 772–930 m/s (2 526 – 3 051 ft/s) | 1 700 – 1 830 J |
| 7,62 mm NATO | 7,62×51 mm         | 9,33 g          | 838 m/s (2 749 ft/s)             | 3 275 J         |

## Typy tohoto náboje určené pro vojenské použití
- Cartridge, Grenade, L1A1 (United Kingdom)
- Cartridge, Ball, L2A1 (United Kingdom)
- Cartridge, Tracer, L5A1 (United Kingdom): náboj 7,62×51 mm se stopovkou, která by měla vydržet let 1 000 m. Existují 4 subvarianty (A2)–(A5).
- Cartridge, Caliber 7.62mm, NATO, Ball, M59 (USA)
- Cartridge, Caliber 7.62mm, NATO, Armor Piercing, M61 (USA)
- Cartridge, Caliber 7.62mm, NATO, Tracer, M62 (USA)
- Cartridge, Caliber 7.62mm, NATO, Grenade, M64 (USA)
- Cartridge, Caliber 7.62mm, NATO, Ball, M80 (USA)
- Cartridge, Caliber 7.62mm, NATO, Match, M118 (USA)
- Cartridge, Caliber 7.62mm, NATO, Ball, Special, M118 (USA)
- Cartridge, Caliber 7.62mm, NATO, Ball, Special, M118LR (USA): 175grainový náboj 7,62×51 mm NATO se střelou typu Hollow-point. Používá se pro odstřelování na dlouhé vzdálenosti.
- Cartridge, Caliber 7.62mm, NATO, Duplex, M198 (USA): náboj 7,62×51 mm NATO obsahující současně dvě střely o hmotnosti 84 grainů.
- Cartridge, Caliber 7.62mm, NATO, Tracer, M276' (USA): náboj 7,62×51 mm NATO se stopovkou uzpůsobený pro použití se zařízením pro noční vidění.
- Cartridge, Caliber 7.62mm, NATO, Match, M852 (USA)
- Cartridge, Caliber 7.62mm, NATO, Saboted Light Armor Penetrator, M948 (United States): náboj 7,62×51 mm NATO proti lehkému pancíři.
- Cartridge, Caliber 7.62mm, NATO, Armor Piercing, M993 (United States)

## Nejznámější zbraně používající náboj 7,62×51mm NATO

### Opakovací pušky
- Lee-Enfield série pušek typu L8
  - L42A1 odstřelovací puška
  - Enfield Enforcer rifle
  - Ishapore 2A/2A1

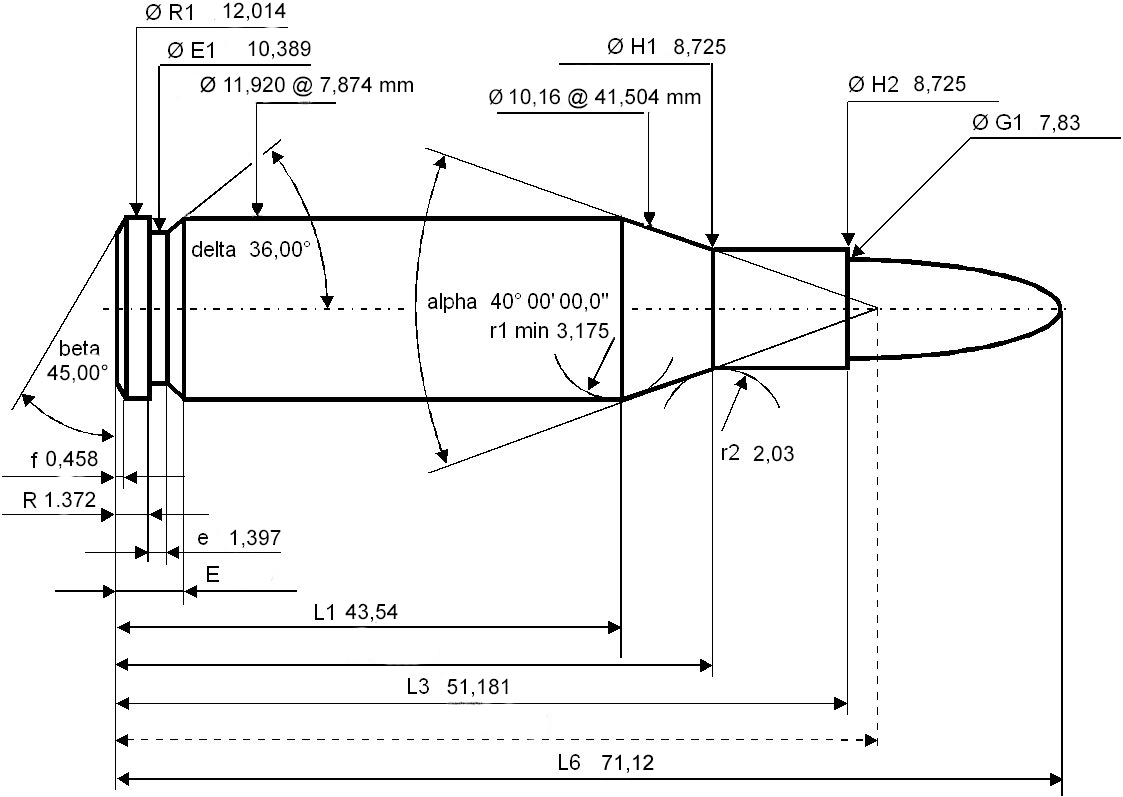
Nákres náboje 7,62×51mm NATO; všechny rozměry jsou v milimetrech.

- Accuracy International Arctic Warfare (L96A1 odstřelovací puška)
- Steyr Scout
- Steyr SSG 69
- FR F2 odstřelovací puška
- Remington Model 700
  - M24
  - M40A1 a M40A3 – odstřelovací puška
- Izraelský Mauser Kar-98k
- Winchester Model 70
- Browning BLR
- Mauser 98k
- Kongsberg Mauser M59 a M67
- Våpensmia NM149
- Blaser 93 Tactical
- Sako TRG-22

### Pušky smožností výběru režimu střelby
- AK-308
- AR-10
  - SR-25
  - Zbrojar Z-10
- BREN2 BR/PPS[3][4]
- CETME
- FN FAL
- FN SCAR-H
- Heckler & Koch G3
  - AG-3
  - AK4
  - Heckler & Koch PSG1
  - Heckler & Koch MSG-90
- Heckler & Koch HK417
- M14 rifle
  - odstřelovací pušky M21 a M25, Mk 14 EBR, M39 EMR
- SOCOM 16
- XM110 odstřelovací puška

### Kulomety
- FN MAG
  - L7+
  - M240
- M60
- M134
- M1919 Browning
- Rheinmetall MG3
- Heckler & Koch MG5
- Mk 48 Mod 0
- UKM-2000
- Univerzální kulomet vz. 68

### Ostatní
- BSA CF2
- Remington Model 7600 – Pump-action
- Saiga-12

## Specifikace
- Průměrná hmotnost střely: 140 grainů (tj. cca 9,072 g)
- Průměrná úsťová rychlost: 840 m/s
- Průměrná úsťová energie: 3 300 J
- Celková délka náboje: 71,05 mm
- Průměr střely: .308" (7,82 mm)
- Maximální tlak: 4 150 Bar (tj. 415 MPa) (podle CIP)
- Typ zápalky: malá pušková